# Orestias (chi cá)
Orestias là một chi cá trong họ Cyprinodontidae thuộc bộ cá chép răng. Nhiều loài cá trong chi này còn được gọi là cá carache.

## Các loài
- Orestias agassizii Valenciennes, 1846
- Orestias albus Valenciennes, 1846
- Orestias ascotanensis Parenti, 1984
- Orestias chungarensis Vila & M. Pinto, 1987
- Orestias ctenolepis Parenti, 1984
- Orestias elegans Garman, 1895
- Orestias empyraeus W. R. Allen, 1942
- Orestias frontosus Cope, 1876
- Orestias gloriae Vila, S. Scott, Méndez, Valenzuela, Iturra & Poulin, 2012[1]
- Orestias gymnotus Parenti, 1984
- Orestias hardini Parenti, 1984
- Orestias jussiei Valenciennes, 1846
- Orestias lastarriae Philippi {Krumweide}, 1876
- Orestias laucaensis Arratia, 1982
- Orestias luteus Valenciennes, 1846
- Orestias multiporis Parenti, 1984
- Orestias mundus Parenti, 1984
- Orestias olivaceus Garman, 1895
- Orestias parinacotensis Arratia, 1982
- Orestias piacotensis Vila, 2006
- Orestias polonorum Tchernavin, 1944
- Orestias puni Tchernavin, 1944
- Orestias richersoni Parenti, 1984
- Orestias silustani W. R. Allen, 1942
- Orestias tschudii Castelnau, 1855
- Orestias ututo Parenti, 1984
- Orestias cuvieri Valenciennes, 1846
- Orestias forgeti Lauzanne, 1981 (Ispi)
- Orestias ispi Lauzanne, 1981 (Ispi)
- Orestias pentlandii Valenciennes, 1846
- Orestias gilsoni Tchernavin, 1944
- Orestias imarpe Parenti, 1984
- Orestias minimus Tchernavin, 1944
- Orestias minutus Tchernavin, 1944
- Orestias mooni Tchernavin, 1944
- Orestias robustus Parenti, 1984
- Orestias taquiri Tchernavin, 1944
- Orestias tchernavini Lauzanne, 1981
- Orestias tomcooni Parenti, 1984
- Orestias uruni Tchernavin, 1944
- Orestias crawfordi Tchernavin, 1944
- Orestias gracilis Parenti, 1984
- Orestias incae Garman, 1895
- Orestias mulleri Valenciennes, 1846
- Orestias tutini Tchernavin, 1944